# Reinier van Persijn
Reinier van Persijn (1615 Alkmaar – 23. listopadu 1668 Gouda) byl nizozemský malíř, rytec, portrétista a knižní ilustrátor.

## Životopis
Podle životopisce Houbrakena, který Reiniera nazval Reynier van Parzyn, se Van Persijn oženil s vnučkou Woutera Crabetha I., renesančního umělce a malíře vitrážových oken. Syn Woutera Crabetha I., Wouter Crabeth II. poznal Reiniera zřejmě v Římě, kde se oba stali členy sdružení nizozemských a vlámských umělců Bentvueghels. Každý člen ve sdružení dostal charakteristickou přezdívku, takzvané "ohnuté jméno". Přezdívka Reiniera van Persijna byla Narcissus (Narcis). V roce 1645 Van Persijn odešel do Goudy, kde se jeho ženě narodilo dítě.

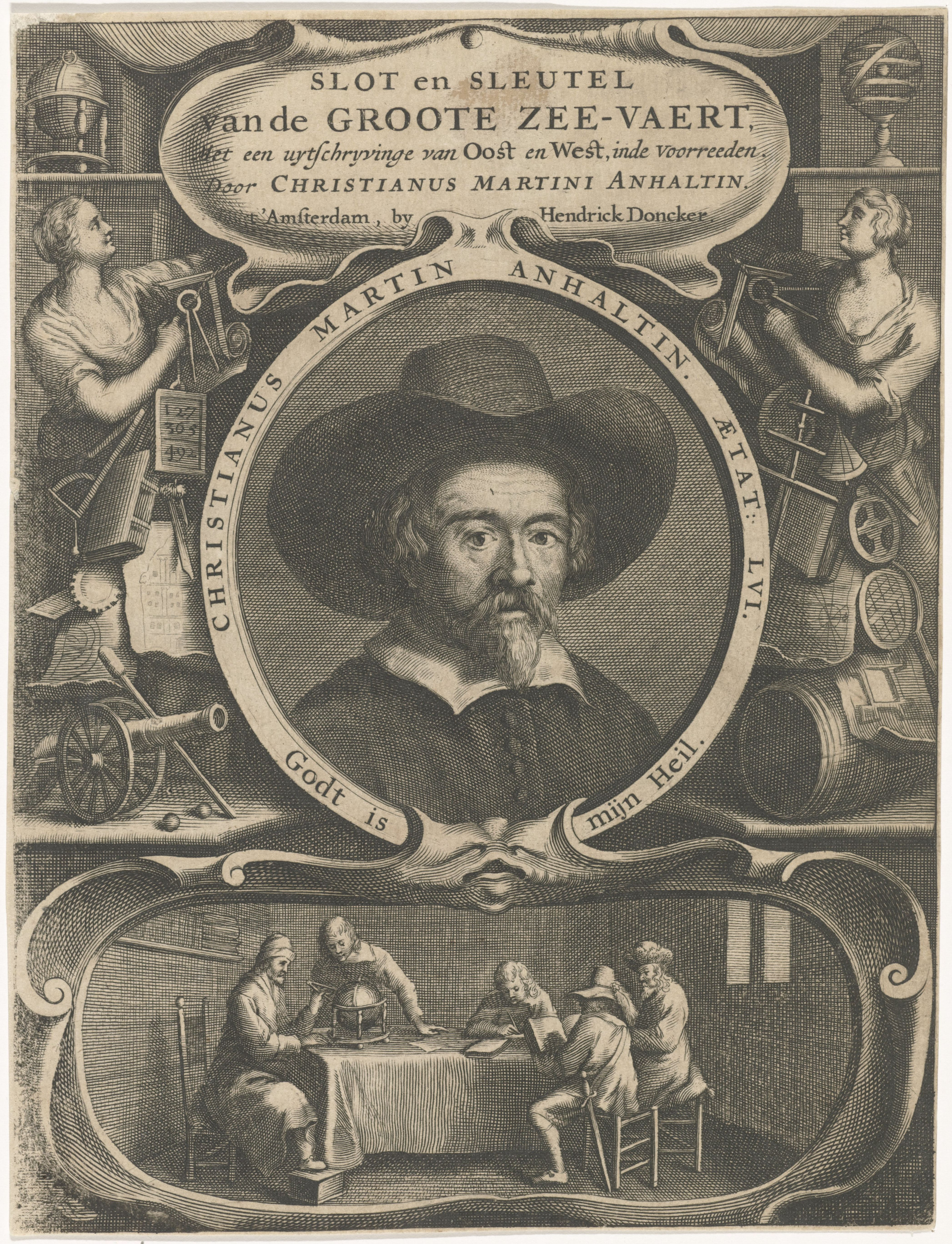
Portrét Christiana Martina Anhaltina, rytina pro titulní stránku knihy C. M. Anhaltina Slot en sleutel van de groote zee-vaert met een uytschrijvinge van Oost en West (Zámek a klíč velké mořské zátoky s podrobným popisem východu a západu), Amsterdam, 1659.

Van Persijn se učil malovat u Cornelise Bloemaerta. Od Theodora Mathama, syna Jacoba Mathama se naučil ryteckému umění. Pokračoval v úspěšné kariéře rytce, pracoval na titulních stránkách mnoha knih. Vytvořil i mnoho rytin slavných osobností, včetně portrétu Baldassara Castiglioneho. Podle starého nizozemského katalogu Who's Who (Kdo je kdo) vytvářel rytiny podle obrazů v galerii Justiani. Reinier van Persijn měl heslo:
Het moet al in een pers zijn (už to musí být v tisku), což je slovní hříčka, neboť jeho jméno bylo Pers-zijn.